# Ary Papel
Manuel David Afonso, mais conhecido como Ary Papel, (3 de março de 1994) é um futebolista angolano que joga na posição de Atacante. Actualmente joga pelo Al Akhdar, do Primeira Liga Líbia.

## Trajetória
Ary Papel foi formado no clube Primeiro de Agosto da cidade de Luanda e desde o ano 2012 se desenvolve de forma profissional neste clube.
Em pouco tempo se tornou uma das peças chaves da equipa ajudando a equipe a ser campeã no Girabola e Taça de Angola em 2016. No dia 6 de novembro de 2016, pediu para deixar o clube militar.
Formado nas Escolas do Primeiro de Agosto, saiu como o segundo melhor marcador do Girabola Zap 2016 com 12 golos marcados, contribuindo para a conquista do campeonato de futebol Angolano Girabola Zap.
Actualmente representa o Moreirense Futebol Clube da Liga NÓS por empréstimo do Sporting Clube de Portugal.

## Títulos

### 1º de Agosto
- Girabola: 2016

## Selecção Nacional
Ary Papel foi convocado pela primeira vez pela seleção angolana de futebol para as partidas contra Senegal e Uganda no grupo J da segunda rodada de classificação da CAF para a Copa do Mundo FIFA de 2014. No primeiro jogo dessa dupla jornada permaneceu como suplente, no entanto, na partida contra Uganda fez sua estréia internacional ingressando no minuto 88 como substituto do dianteiro Job, depois participou do último jogo do grupo enfrentando a Seleção Libanesa de Futebol. Também teve participação nas duas partidas que Angola jogou contra África do Sul na segunda rodada da classificação do CAF para a Copa do Mundo FIFA de 2018.
Em Janeiro de 2016 fez parte do núcleo de 23 jogadores convocados para disputar o Campeonato das Nações Africanas de 2016 em Ruanda. Neste torneio Ary papel marcou dois golos.